# Primitivo Ríos Vázquez
Alfonso Primitivo Ríos Vázquez es un político mexicano miembro del Partido del Trabajo, así como Integrante de la Comisión Ejecutiva Nacional y Estatal en Durango. Fue uno de los fundadores del Partido del Trabajo, con el que fue regidor durante una de las dos presidencias municipales que gobernaron la ciudad de Durango. Ha sido diputado local en la legislatura LVI Legislatura del Congreso del Estado de Durango y LXI Legislatura del Congreso del Estado de Durango. Fue diputado por el PT en la LVI Legislatura del Congreso de la Unión de México.